# Беллур, Рэмон
Рэмон Беллур (фр. Raymond Bellour, 18 января 1939, Лион) — французский теоретик кино и литературы, куратор художественных выставок.
В 1962 основал журнал Artsept. С 1964 работал в CNRS. Преподавал в Университете Париж-III, выступал с лекциями о кино в университетах США. В 1991 вошел в редакционный совет кинообозрения Сержа Дане Trafic. Выступал главным редактором трехтомного собрания сочинений Анри Мишо в «Библиотеке Плеяды».
Испытал влияние семиотики и психоанализа. Работы Беллура посвящены исследованию визуального образа, специфике визуальности в сравнении с устным и письменным словом. Многие из них переведены на английский, немецкий и другие языки.

## Книги
- Alexandre Astruc (1963)
- Henri Michaux ou une mesure de l’être (1965, расшир. изд. 1986)
- Les Rendez-vous de Copenhague (1966, роман)
- Le Livre des autres (1971, эссе и интервью)
- L’Analyse du film (1979, переизд. 1995, англ. пер. 2001, см.: )
- Mademoiselle Guillotine (1989, об Александре Дюма)
- L’Entre-Images, Photo. Cinéma. Vidéo (1990)
- Oubli, textes (1992)
- L’Entre-Images 2 : Mots, Images (1999)
- Partages de l’ombre (2002)
- Le Corps du cinéma: hypnoses, émotions, animalités (2009)
- Les Hommes, le dimanche (2009)
- Lire Michaux (2011)

## Публикации на русском языке
- Недосягаемый текст// Строение фильма. М.: Радуга, 1984, с. 221—230